# Olympische Sommerspiele 1988/Gewichtheben – Leichtgewicht (Männer)
Das Gewichtheben der Männer in der Klasse bis 67,5 kg (Leichtgewicht) bei den Olympischen Sommerspielen 1988 in Seoul wurde am 21. September in der Olympischen Gewichtheberhalle ausgetragen.
Der Wettkampf bestand aus zwei Teilen: Reißen (Snatch) und Stoßen (Clean and Jerk). Die Athleten traten in drei Gruppen zuerst im Reißen an, bei dem sie drei Versuche hatten. Gewichtheber ohne gültigen Versuch schieden aus. Im Stoßen hatte wieder jeder Athlet drei Versuche. Der Athlet mit dem höchsten zusammenaddierten Gewicht gewann.
Angel Gentschew, der ursprünglich siegte, wurde im Nachhinein positiv auf Furosemid getestet und somit disqualifiziert. Auch der ursprünglich auf Platz zwölf platzierte Fernando Mariaca aus Spanien wurde wegen positiver Dopingtests disqualifiziert.

## Endergebnis
| Rang | Athlet                  | Nation             | Gr. | Kgw. (kg) | Reißen (kg) | Reißen (kg) | Reißen (kg) | Reißen (kg) | Stoßen (kg) | Stoßen (kg) | Stoßen (kg) | Stoßen (kg) | Zweikampf (kg) |
| Rang | Athlet                  | Nation             | Gr. | Kgw. (kg) | 1           | 2           | 3           | Gesamt      | 1           | 2           | 3           | Gesamt      | Zweikampf (kg) |
| ---- | ----------------------- | ------------------ | --- | --------- | ----------- | ----------- | ----------- | ----------- | ----------- | ----------- | ----------- | ----------- | -------------- |
| 1    | Joachim Kunz            | DDR                | A   | 67,20     | 142,5       | 147,5       | 150,0       | 150,0       | 180,0       | 190,0       | 190,0       | 190,0       | 340,0          |
| 2    | Israjel Militosjan      | Sowjetunion        | A   | 67,10     | 155,0       | 160,0       | 160,0       | 155,0       | 182,5       | 187,5       | 187,5       | 182,5       | 337,5          |
| 3    | Li Jinhe                | China              | A   | 67,20     | 142,5       | 147,5       | 150,0       | 147,5       | 177,5       | 182,5       | 182,5       | 177,5       | 325,0          |
| 4    | Marek Seweryn           | Polen              | A   | 66,80     | 140,0       | 145,0       | 145,0       | 145,0       | 172,5       | 172,5       | 172,5       | 172,5       | 317,5          |
| 5    | Ergun Batmaz            | Türkei             | C   | 67,45     | 140,0       | 140,0       | 145,0       | 145,0       | 165,0       | 172,5       | 175,0       | 172,5       | 317,5          |
| 6    | Xiao Minglin            | China              | A   | 66,45     | 132,5       | 137,5       | 137,5       | 132,5       | 172,5       | 177,5       | 177,5       | 172,5       | 305,0          |
| 7    | István Kerek            | Ungarn             | A   | 66,75     | 132,5       | 140,0       | 140,0       | 132,5       | 170,0       | 175,0       | 175,0       | 170,0       | 302,5          |
| 8    | Christos Constandinidis | Griechenland       | B   | 67,20     | 132,5       | 132,5       | 137,5       | 137,5       | 162,5       | 162,5       | 167,5       | 162,5       | 300,0          |
| 9    | Choji Taira             | Japan              | B   | 67,05     | 122,5       | 127,5       | 130,0       | 127,5       | 165,0       | 170,0       | 172,5       | 170,0       | 297,5          |
| 10   | Langis Côté             | Kanada             | B   | 67,15     | 132,5       | 137,5       | 140,0       | 137,5       | 160,0       | 165,0       | 165,0       | 160,0       | 297,5          |
| 11   | Reijo Kiiskilä          | Finnland           | B   | 67,40     | 130,0       | 135,0       | 135,0       | 135,0       | 162,5       | 162,5       | 167,5       | 162,5       | 297,5          |
| 12   | Lawrence Iquaibom       | Nigeria            | B   | 67,10     | 125,0       | 125,0       | 130,0       | 125,0       | 150,0       | 155,0       | 160,0       | 160,0       | 285,0          |
| 13   | Michael Jacques         | Vereinigte Staaten | C   | 67,35     | 120,0       | 120,0       | 125,0       | 125,0       | 150,0       | 157,5       | 157,5       | 157,5       | 282,5          |
| 14   | Paulo Duarte            | Portugal           | C   | 67,35     | 120,0       | 125,0       | 127,5       | 125,0       | 150,0       | 155,0       | 155,0       | 150,0       | 275,0          |
| 15   | Tomas Rodriguez         | Panama             | C   | 67,25     | 117,5       | 122,5       | 122,5       | 117,5       | 145,0       | 150,0       | 150,0       | 145,0       | 262,5          |
| 16   | Kim Gi-ung              | Südkorea           | B   | 66,95     | 130,0       | 130,0       | 135,0       | 130,0       | 130,0       | —           | —           | 130,0       | 260,0          |
| 17   | Edvaldo Santos          | Brasilien          | B   | 67,35     | 110,0       | 115,0       | 120,0       | 120,0       | 140,0       | 140,0       | 150,0       | 140,0       | 260,0          |
| 18   | Taveuni Ofisa           | Samoa              | C   | 67,20     | 100,0       | 107,5       | 112,5       | 107,5       | 142,5       | 142,5       | 142,5       | 142,5       | 250,0          |
| 19   | Pinye Malaibi           | Papua-Neuguinea    | C   | 66,95     | 90,0        | 102,5       | 105,0       | 105,0       | 115,0       | 125,0       | 125,0       | 125,0       | 230,0          |
| 20   | Mohamadamine Alaywan    | Libanon            | C   | 66,65     | 90,0        | 95,0        | 100,0       | 95,0        | 115,0       | 120,0       | 122,5       | 122,5       | 217,5          |
| 21   | Joseph Kaddu Kutfesa    | Uganda             | C   | 65,15     | 90,0        | 92,5        | —           | 90,0        | 120,0       | 125,0       | 127,5       | 125,0       | 215,0          |
| 22   | Pete Fejeran            | Guam               | C   | 67,40     | 82,5        | 87,5        | 87,5        | 82,5        | 105,0       | 110,0       | 115,0       | 110,0       | 192,5          |
| —    | Chang Shun-chien        | Chinesisch Taipeh  | C   | 66,15     | 125,0       | 132,5       | 135,0       | 132,5       | —           | —           | —           | —           | —              |
| —    | Paolo Casadei           | San Marino         | C   | 67,20     | 107,5       | 107,5       | 107,5       | —           | —           | —           | —           | —           | —              |
| —    | Jouni Grönman           | Finnland           | A   | 67,20     | 140,0       | 140,0       | 140,0       | —           | —           | —           | —           | —           | —              |
| —    | Park Tae-min            | Südkorea           | A   | 67,20     | 132,5       | 132,5       | 132,5       | —           | —           | —           | —           | —           | —              |
| —    | Yasushige Sasaki        | Japan              | B   | 67,25     | 130,0       | 130,0       | 130,0       | —           | —           | —           | —           | —           | —              |
| —    | Fernando Mariaca        | Spanien            | B   | 66,80     | 127,5       | 132,5       | 132,5       | DSQ         | 160,0       | 165,0       | 165,0       | DSQ         | DSQ            |
| —    | Angel Gentschew         | Bulgarien          | A   | 67,35     | 150,0       | 157,5       | 160,0       | DSQ         | 190,0       | 197,5       | 202,5       | DSQ         | DSQ            |